# 사람 이름을 딴 소행성 목록

## 과학

### 수학자
- 1001 가우시아 (카를 프리드리히 가우스)
- 1005 아라고 (프랑수아 아라고)
- 1006 라그랑게아 (조제프루이 라그랑주)
- 1858 로바쳅스키 (니콜라이 이바노비치 로바쳅스키)
- 1859 코발렙스카야 (소피야 코발렙스카야)
- 1888 조충지 (조충지)
- 1996 애덤스 (존 카우치 애덤스)
- 1997 르베리에 (위르뱅 르베리에)
- 2002 오일러 (레온하르트 오일러)
- 2010 체비쇼프 (파프누티 체비쇼프)
- 2587 가드너 (마틴 가드너)
- 4354 유클리데스 (유클리드)
- 4628 라플라스 (피에르-시몽 라플라스)
- 6765 피보나치 (레오나르도 피보나치)
- 6143 피타고라스 (피타고라스)
- 12493 민코프스키 (헤르만 민코프스키)
- 27500 망델브로 (브누아 망델브로)
- 29552 천 (천싱선)

### 물리학자
- 1069 플랑크 (막스 플랑크)
- 1979 사하로프 (안드레이 사하로프)
- 2001 아인슈타인 (알베르트 아인슈타인)
- 2002 오일러 (레온하르트 오일러)
- 2352 쿠르차토프 (이고리 쿠르차토프)
- 3905 도플러 (크리스티안 도플러)
- 3949 마흐 (에른스트 마흐)
- 4065 메이넬 (아덴 메이넬)
- 4387 다나카 (다나카 야스오)
- 4942 먼로 (랜들 먼로)
- 5668 푸코 (레옹 푸코)
- 7000 퀴리 (마리 퀴리)
- 7495 파인먼 (리처드 파인먼)
- 7672 호킹 (스티븐 호킹)
- 8000 아이작 뉴턴 (아이작 뉴턴)
- 8103 페르미 (엔리코 페르미)
- 13092 슈뢰딩거 (에르빈 슈뢰딩거)
- 13149 하이젠베르크 (베르너 하이젠베르크)
- 37582 패러데이 (마이클 패러데이)
- 10979 프리스티븐슨 (F. 리처드 스티븐슨 )

### 천문학자
- 281 Lucretia (Caroline Lucretia Herschel )
- 366 Vincentina (빈첸초 체룰리)
- 676 Melitta (Philibert Jacques Melotte)
- 729 Watsonia (제임스 크레이그 왓슨)
- 768 Struveana (Otto Wilhelm von Struve, Friedrich Georg Wilhelm von Struve and Karl Hermann Struve)
- 819 Barnardiana (에드워드 에머슨 바너드)
- 827 Wolfiana (막스 볼프)
- 914 Palisana (Johann Palisa)
- 999 Zachia (Franz Xaver, Baron von Zach)
- 1000 피아치아 (주세페 피아치, 첫 소행성 1 세레스의 발견자)
- 1002 올베르시아 (하인리히 빌헬름 마토이츠 올베르스)
- 1042 헤일 (조지 헤일)
- 1111 Reinmuthia (카를 빌헬름 라인무트)
- 1129 Neujmina (그리고리 네우이민)
- 1134 kepler (요하네스 케플러)
- 1241 Dysona (프랭크 왓슨 다이슨 경)
- 1280 Baillauda (Jules Baillaud, son of the astronomer Benjamin Baillaud)
- 1303 Luthera (로베르트 루터)
- 1412 Lagrula (Joanny-Philippe Lagrula)
- 1501 Baade (발터 바데 )
- 1510 Charlois (Auguste Charlois)
- 1529 Oterma (리시 오테르마)
- 1539 Borrelly (Alphonse Louis Nicolas Borrelly)
- 1563 Noël (Emanuel Arend, son of the astronomer Sylvain Julien Victor Arend )
- 1573 Väisälä (위리외 베이셀레)
- 1578 Kirkwood (대니얼 커크우드)
- 1600 Vyssotsky (Emma T.R. Williams Vyssotsky )
- 1612 히로세 (히로세 히데오)
- 1614 Goldschmidt (헤르만 골트슈미트)
- 1619 우에타 (우에타 조)
- 1622 Chacornac (Jean Chacornac)
- 1655 Comas Solá (Josep Comas Solá)
- 1686 De Sitter (빌럼 더 시터르)
- 1693 Hertzsprung (아이나르 헤르츠스프룽)
- 1714 Sy (프레데리크 시)
- 1741 Giclas (Henry L. Giclas)
- 1745 Ferguson (제임스 퍼거슨 )
- 1761 Edmondson (프랭크 K. 에드먼드슨)
- 1766 슬라이퍼 (베스토 슬라이퍼 and 얼 슬라이퍼)
- 1776 Kuiper (제러드 카이퍼)
- 1778 Alfvén (한네스 알벤)
- 1803 Zwicky (프리츠 츠비키)
- 1830 Pogson (N. R. 포그슨)
- 1831 Nicholson (세스 반스 니컬슨)
- 1850 Kohoutek (Luboš Kohoutek )
- 1877 Marsden (Brian G. Marsden)
- 1940 Whipple (프레드 로런스 휘플)
- 1971 하기와라 (하기와라 유스케)
- 1983 Bok (바트 복)
- 1995 Hajek (Tadeáš Hájek)
- 1998 티티우스 (요한 다니엘 티티우스)
- 1999 히라야마 (히라야마 키요쓰구)
- 2000 Herschel (John Herschel )
- 2003 Harding (Karl Ludwig Harding)
- 2005 Hencke (Karl Ludwig Hencke)
- 2018 Schuster (Hans-Emil Schuster)
- 2074 슈메이커 (유진 슈메이커)
- 2099 Öpik (에른스트 외피크)
- 2248 칸다 (칸다 시게루)
- 2325 체르니흐 (류드밀라 체르니흐 and 니콜라이 체르니흐)
- 2393 스즈키 (스즈키 케이신)
- 2602 무어 (패트릭 무어 경)
- 2635 허긴스 (윌리엄 허긴스)
- 2646 아베티 (안토니오 아베티 and 조르조 아베티)
- 2652 야부우치 (야부우치 기요시)
- 2667 오이카와 (오이카와 오쿠로)
- 2709 세이건 (칼 세이건)
- 2772 Dugan (Raymond Smith Dugan)
- 2801 하위헌스 (크리스티안 하위헌스)
- 2813 차팔라 (빈첸초 차팔라)
- 2838 타카세 (타카세 분시로)
- 2849 Shklovskij (Iosif Shklovsky)
- 2875 라게르크비스트 (클라에스잉바르 라게르크비스트)
- 2917 Sawyer Hogg (Helen Battles Sawyer Hogg )
- 3070 Aitken (Robert Grant Aitken)
- 3169 오스트로 (스티븐 J. 오스트로)
- 3174 Alcock (George Alcock)
- 3216 해링턴 (Robert Sutton Harrington)
- 3267 Glo (Eleanor "Glo" Helin )
- 3277 에런슨 (마크 에런슨)
- 3449 Abell (George Ogden Abell)
- 3467 Bernheim (Robert Burnham, Jr.)
- 3673 레비 (데이비드 H. 레비)
- 3722 우라타 (우라타 다케시)
- 3808 Tempel (Ernst Wilhelm Leberecht Tempel)
- 3936 Elst (Eric Walter Elst)
- 3999 아리스타르코스 (사모스의 아리스타르코스)
- 4037 이케야 (이케야 가오루)
- 4051 하타나카 (하타나카 타케오)
- 4062 스키아파렐리 (조반니 비르지니오 스키아파렐리)
- 4279 데가스파리스 (안니발레 데가스파리스)
- 4364 슈코드로프 (블라디미르 슈코드로프)
- 4593 Reipurth (Bo Reipurth, Danish astronomer)
- 4976 조경철 (조경철)
- 4987 플램스티드 (존 플램스티드)
- 5035 스위프트 (루이스 스위프트)
- 5036 Turtle (호러스 파넬 터틀)
- 5757 티하 (야나 티하)
- 6006 아낙시만드로스 (아낙시만드로스)
- 7291 햐쿠타케 (햐쿠타케 유지)
- 7359 메시에 (샤를 메시에)
- 8895 나 (나일성)
- 9133 다레스트 (하인리히 루트비히 다레스트)
- 9134 Encke (요한 프란츠 엥케)
- 9494 도니치 (니콜라에 도니치, Romanian astronomer)
- 14322 샤쿠라 (니콜라이 샤쿠라)
- 72021 이순지 (이순지)
- 99503 이원철 (이원철, 현대의 천문학자)
- 106817 유방택 (유방택, 조선초의 학자)
- (260906) Robichon (Noël Robichon, French astronomer)

### 우주 탐사

#### 행성 과학자
- 8356 와다 (미낙시 와다, meteorite analyst)

#### 로켓 과학자
- 1590 치올포르스카야 (콘스탄틴 치올콥스키)
- 1855 코롤료프 (세르게이 코롤료프)
- 25143 이토카와 (이토카와 히데오)

### 우주비행사

#### 소련/러시아
- 1772 가가린 (유리 가가린, 우주로 나간 첫 인간)
- 1789 도브로볼로스키 (게오르기 도브로볼로스키)
- 1790 볼코프 (블라디슬라프 볼코프)
- 1791 파차예프 (빅토르 파차예프)
- 1836 코마로프 (블라디미르 코마로프, 우주비행 중 사망한 최초의 우주비행사)

#### 중화인민공화국
- 21064 양리웨이 (양 리웨이)

#### 일본
- 4613 마모루 (모리 마모루)
- 5734 노구치 (노구치 소이치)

#### 미국

##### 아폴로 11호승무원
- 6469 암스트롱 (닐 암스트롱)
- 6470 올드린 (버즈 올드린)
- 6471 콜린스 (마이클 콜린스)

##### 챌린저 호STS-51-L승무원
- 3350 스코비 (딕 스코비 )
- 3351 스미스 (마이클 J. 스미스)
- 3352 매콜리프 (크리스타 매콜리프)
- 3353 자비스 (그레고리 자비스)
- 3354 맥네어 (로널드 맥네어, 물리학자이기도 하다)
- 3355 오니즈카 (엘리슨 오니즈카)
- 3356 레스닉 (주디스 레스닉)

##### 콜럼비아 호STS-107승무원
- 51823 릭허즈번드 (릭 허즈번드)
- 51824 마이크앤더슨 (마이클 P. 앤더슨)
- 51825 데이비드브라운 (데이비드 M. 브라운)
- 51826 칼파나촐라 (칼파나 촐라)
- 51827 로럴클라크 (로럴 클라크)
- 51828 일란라몬 (일란 라몬)
- 51829 윌리매쿨 (윌리엄 C. 매쿨)

### 그 밖의 과학 분야
- 2496 Fernandus, (Fernandus Payne, 동물학자)
- 2766 레이우엔훅 (안톤 판 레이우엔훅, 세포를 발견)
- 3256 다게르 (루이 다게르, 사진 기술자)
- 3313 멘델 (그레고어 멘델, 유전학의 시조)
- 4342 프로이트 (지그문트 프로이트, 심리학자)
- 4564 클레이턴 (로버트 클레이턴, 화학자)
- 4565 그로스먼 (로런스 그로스먼, 지구화학자)
- 4716 유리 (해럴드 클레이턴 유리, 화학자)
- 4798 메르카토르 (게르하그두스 메르카토르, 지도제작자)
- 4815 Anders (Robert Anders, chemist)
- 5102 벤프랭클린 (벤저민 프랭클린, 과학자/사상가/정치인)
- 5697 아레니우스 (스반테 아레니우스, 화학자)
- 5864 몽골피에 (몽골피에 형제, 열기구 발명가)
- 6032 노벨 (알프레드 노벨, 화학자)
- 6826 라부와지에 (앙투안 라부아지에, 화학자)
- 8144 히라가겐나이 (히라가 겐나이, 의사/발명가/화가)
- 8373 스티븐굴드 (스티븐 제이 굴드, 진화 생물학자, 작가)
- 9964 노구치히데요 (노구치 히데요, 의학자)
- 9969 브라유 (루이 브라유, 점자 발명자)
- 63145 최무선 (최무선, 군인, 화약/화포 발명자)
- 63156 이천 (이천, 과학자)
- 68719 장영실 (장영실, 과학자)
- 72059 허준 (허준, 의사/의학자)
- 95016 김정호 (김정호, 지도제작자)

## 정치인
- 2835 료마 (사카모토 료마)
- 3585 고시라카와 (고시라카와 천황)
- 3686 안토쿠 (안토쿠 천황)
- 3733 요시토모 (미나모토 요시토모)
- 3902 요리토모 (미나모토 요리토모)
- 4374 타다모리 (다이라 타다모리)
- 4375 키요모리 (다이라 키요모리)
- 4376 시게모리 (다이라 시게모리)
- 4377 고레모리 (다이라 고레모리)
- 4402 츠네모리 (다이라 츠네모리)
- 4488 도키타다 (다이라 도키타다)
- 4767 스토쿠 (스토쿠 천황)
- 4959 니이노아마 (다이라 도키코)
- 7365 세종 (세종대왕)
- 7992 요잔 (우에스기 요잔)
- 11514 쓰네나가 (하세쿠라 쓰네나가)

## 군인
- 3126 다비도프 (데니스 다비도프, 러시아의 군인/작가/시인)
- 3127 바그라티온 (표트르 바그라티온, 러시아의 장군)
- 3178 요시쓰네 (미나모토 요시쓰네)
- 4574 요시나카 (키소 요시나카)
- 4896 토모에고젠 (토모에고젠)

## 종교인/역사가/철학자

### 종교인
- 4963 관륵 (관륵, 일본에 불교를 전파한 고승)
- 6866 쿠카이 (쿠카이, 진언종의 창시자)

### 역사가
- 9871 전 (전상운)

### 철학자
- 5329 데카로 (마리오 데카로)
- 5450 소크라테스 (소크라테스)
- 5451 플라톤 (플라톤)
- 6001 탈레스 (탈레스)
- 6123 아리스토탈레스 (아리스토텔레스)
- 7009 흄 (데이비드 흄)
- 7010 로크 (존 로크)
- 7012 홉스 (토머스 홉스)
- 7014 니체 (프리드리히 니체)
- 7015 쇼펜하우어 (아르투어 쇼펜하우어)
- 8318 아베로에스 (이븐 루시드)
- 94400 홍대용 (홍대용)

## 탐험가
- 4807 노보루 (야마다 노보루, 일본의 산악인)

## 예술

### 문학

#### 작가
- 1931 차페크 (카렐 차페크)
- 2681 오스트롭스키 (니콜라이 오스트롭스키)
- 3008 노지리 (노지리 호에이)
- 3047 괴테 (요한 볼프강 폰 괴테)
- 3412 카프카 (프란츠 카프카)
- 4112 흐라발 (보후밀 흐라발)
- 5418 조이스 (제임스 조이스)
- 5666 라블레 (프랑수아 라블레)
- 5676 볼테르 (볼테르)
- 6984 루이스캐럴 (루이스 캐럴)
- 7328 카사노바 (자코모 카사노바)
- 8315 바진 (바진)
- 8379 스트러진스키 (J. 마이클 스트러진스키)
- 8382 만 (하인리히 만과 토마스 만 형제)
- 13406 세코라 (온드르제이 세코라)
- 26314 슈크레보츠키 (요세프 슈크레보츠키)
- 40106 에르벤 (카렐 야로미르 에르벤)
- 44597 소로 (헨리 데이비드 소로)

#### 소설가
- 2362 마크 트웨인 (마크 트웨인)
- 2578 생텍쥐페리(앙투안 드 생텍쥐페리, 어린 왕자의 지은이)
- 2625 잭 런던 (잭 런던)
- 2675 톨킨 (J. R. R. 톨킨)
- 3453 도스토옙스키 (표도르 도스토옙스키)
- 3628 Božněmcová (보제나 넴초바)
- 3836 렘 (스타니슬라프 렘)
- 4124 Herriot (제임스 헤리엇)
- 4266 발타리 (미카 발타리)
- 4370 디킨스 (찰스 디킨스)
- 4474 프루스트 (마르셀 프루스트)
- 4923 클라크 (아서 C. 클라크)
- 5020 아시모프 (아이작 아시모프)
- 6223 달 (로알드 달)
- 6312 롭하인라인 (로버트 A. 하인라인)
- 6440 랜섬 (아서 랜섬)
- 6983 고마쓰사쿄 (고마쓰 사쿄)
- 7016 코난도일 (아서 코난 도일)
- 7232 나보코프 (블라디미르 나보코프)
- 7390 쿤데라 (밀란 쿤데라)
- 7644 시에스루이스 (C. S. 루이스)
- 10251 뮐리스 (하리 뮐리스)
- 10321 란포 (에도가와 란포)
- 10733 조지샌드 (조지 샌드)
- 10930 김용 (김용)
- 11020 오웰 (조지 오웰)
- 11379 플로베르 (귀스타브 플로베르)
- 17776 트로스카 (J. M. 트로스카)
- 25399 보니것 (커트 보니것)
- 25924 더글러스애덤스 (더글러스 애덤스)
- 77185 체리 (C. J. 체리)

#### 시인
- 4672 다쿠보쿠 (이시카와 다쿠보쿠)

### 미술
- 3872 후지이 아키라 (후지이 아키라, 사진작가)
- 3998 데즈카 (데즈카 오사무, 만화가)
- 4942 먼로 (랜들 먼로, 만화가)
- 6556 레이지 (마쓰모토 레이지, 만화가)
- 46643 야나세 (야나세 다카시, 만화가)

### 영화
- 8883 미야자키하야오 (미야자키 하야오, 감독)
- 8940 야쿠시마루 (야쿠시마루 히로코, 배우)
- 9081 안노히데아카 (안노 히데아키, 감독)

### 고전음악

#### 작곡가
- 734 벤다(게오르크 벤다)
- 1034 모차르티아(볼프강 아마데우스 모차르트)
- 1059 무소르크스키아(모데스트 무소르크스키)
- 1405 시벨리우스(장 시벨리우스)
- 1814 바흐(요한 제바스티안 바흐)
- 1815 베토벤(루트비히 판 베토벤)
- 1818 브람스(요하네스 브람스)
- 2047 스메타나(베드르지히 스메타나)
- 2055 드보르자크(안토닌 드보르자크)
- 2073 야나체크(레오시 야나체크)
- 2205 글링카(미하일 글링카)
- 2266 차이콥스키(표트르 일리치 차이콥스키)
- 2420 치우를리오니스(미칼로유스 치우를리오니스)
- 2523 리바(야쿠브 얀 리바)
- 2669 쇼스타코비치(드미트리 쇼스타코비치)
- 3081 마르티누보(보후슬라프 마르티누)
- 3195 프로코피예프(세르게이 프로코피예프)
- 3280 그레트리(앙드레 그레트리)
- 3590 홀스트(구스타프 홀스트)
- 3592 네드발(오스카 네드발)
- 3784 쇼팽(프레데리크 쇼팽)
- 3826 핸델(게오르크 프리드리히 핸델)
- 3917 프란츠 슈베르트(프란츠 슈베르트)
- 3941 하이든(요제프 하이든)
- 3954 멘델스존(펠릭스 멘델스존)
- 3955 브루크너(안톤 브루크너)
- 3975 베르디(주세페 베르디)
- 3992 바그너(리하르트 바그너)
- 4003 슈만(로베르트 슈만)
- 4040 퍼셀(헨리 퍼셀)
- 4079 브리튼(벤저민 브리튼)
- 4081 티펫(마이클 티펫)
- 4132 버르토크(벨러 버르토크)
- 4134 쉬츠(하인리히 쉬츠)
- 4152 베버(카를 마리아 폰 베버)
- 4246 텔레만(게오로크 필립 텔레만)
- 4330 비발디(안토니오 비발디)
- 4345 라흐마니노프(세르게이 라흐마니노프)
- 4382 스트라빈스키(이고르 스트라빈스키)
- 4406 말러(구스타프 말러)
- 4492 드뷔시(클로드 드뷔시)
- 4515 흐렌니코프(티혼 흐렌니코프)
- 4527 쇤베르크(아르놀트 쇤베르크)
- 4528 베르크(알반 베르크)
- 4529 베베른(안톤 베베른)
- 4532 코플랜드(에런 코플랜드)
- 4534 림스키코르사코프(니콜라이 림스키코르사코프)
- 4546 프랑크(세자르 프랑크)
- 4559 슈트라우스(요한 슈트라우스 가족 또는 리하르트 슈트라우스)
- 4579 푸치니(자코모 푸치니)
- 4625 쉐드린(로디온 쉐드린)
- 4727 라벨(모리스 라벨)
- 4734 라모(장필리프 라모)
- 4788 Simpson
- 4802 하차투리안(아람 하차투리안)
- 4818 엘가(에드워드 엘가)
- 4850 팔레스트리나(조반니 피에를루이지 다 팔레스트리나)
- 4972 파헬벨(요한 파헬벨)
- 5004 브루흐(막스 브루흐)
- 5063 몬테베르디(클라우디오 몬테베르디)
- 5157 힌데미트(파울 힌데미트)
- 5177 휴고볼프(휴고 볼프)
- 5210 생상스(카미유 생상스)
- 5463 Danwelcher
- 6116 Still
- 6480 스카를라티(알레산드로 스카를라티, 도메니코 스카를라티)
- 6549 스크랴빈(알렉산드르 스크랴빈)
- 6777 발라키레프(밀리 발라키레프)
- 6780 보로딘(알렉산드르 보로딘)
- 6798 쿠프랭(프랑수아 쿠프랭)
- 7244 빌라로부스(에이토르 빌라-로부스)
- 7522 페르고레시(조반니 페르고레시)
- 7624 글룩(크리스토프 빌리발트 글룩)
- 7625 루이슈포어(루이 슈포어)
- 7670 카베락(미로슬라프 카베락)
- 7675 루이슈포어(루이 슈포어)
- 7903 알비노니(토마소 알비노니)
- 8181 로시니(조아키노 로시니)
- 8249 거슈윈(조지 거슈윈)
- 8877 렌타로(다기 렌타로우)
- 9088 Maki
- 9438 사티(에리크 사티)
- 9493 에네스쿠(게오르게 에네스쿠)
- 9863 라이하르트(요한 프리드리히 라이하르트)
- 9912 도니제티(가에타노 도니제티)
- 9913 훔퍼딩크(엔겔베르트 훔퍼딩크)
- 10055 질허(프리드리히 질허)
- 10116 로베르트프란츠(로베르트 프란츠)
- 10820 오펜바흐(자크 오펜바흐)
- 10875 베라치니(프란체스코 마리아 베라치니)
- 10894 Nakai
- 11043 페핑(에른스트 페핑)
- 11050 메시앙(올리비에 메시앙)
- 11289 프레스코발디(지로라모 프레스코발디)
- 11325 슬라비츠키(미란 슬라비츠키)
- 11530 당디(뱅상 당디)
- 11899 바일(쿠르트 바일)
- 15808 첼터(칼 프리드리히 첼터)
- 16590 브루노발터(브루노 발터)
- 17509 이쿠마단(단 이쿠마)
- 27846 오네게르(아르튀르 오네게르)
- 53159 미슬리베체크(요제프 미슬리베체크)
- 69288 베를리오즈(엑토르 베를리오즈)

#### 연주자, 성악가, 지휘자
- 5203 파바로티(루치아노 파바로티, 성악가)
- 5230 아사히나(아사히나 다카시, 지휘자)
- 11201 탈리히(바츨라프 탈리히, 지휘자)
- 21801 안체를(카렐 안체를, 지휘자)
- 21804 바츨라프노이만(바츨라프 노이만, 지휘자)
- 36226 매케라스(찰스 매케라스, 지휘자)

### 현대음악
- 6880 하야미유 (하야미 유, 가수)
- 6980 Kyusakamoto (사카모토 큐, 가수)
- 27003 가토이즈미 (가토 이즈미, 가수)

## 기타 실존인물
- 45 외제니아(나폴레옹 3세의 부인 이름을 딴 것으로, 사람 이름이 최초로 사용된 소행성)
  - 외제니아는 위성을 2개 가지고 있는데, 그 중 하나인 위성은 프티 프랭스(어린 왕자)로 명명되어 있다.
- 4200 시즈카고젠 (시즈카고젠)
- 4748 도키와고젠 (도키와고젠)
- 5535 안네프랑크 (안네 프랑크)
- 6210 현섭 (서현섭)
- 7617 사다코 (사사키 사다코, 히로시마 원폭 피폭자)
- 8289 앙-에폐 (앙 마르샬과 에폐 람브레크스, 마르크 뒤트루에게 살해된 사람들)

## 가공의 인물(전설, 문학작품, 영화 등의 등장인물)
- 주 : 신화 관련은 신화와 관련 있는 소행성 목록을 참조하기 바랍니다.
- 83 베아트릭스(단테의 신곡)
- 463 로라(피에트로 마스카니의 오페라 카발레리아 루스티카나)
- 467 라우라(아밀카레 폰키엘리의 오페라 라 조콘다)
- 471 파파게나(모차르트의 오페라 마술 피리)
- 524 피델리오(베토벤의 오페라 피델리오)
- 527 오이리안테(베버의 오페라 오이리안테)
- 530 투란도트(푸치니의 오페라 투란도트)
- 531 체를리나(모차르트의 오페라 돈 지오반니)
- 539 파미나(마술 피리)
- 540 로자문데(슈베르트의 악극 로자문데)
- 550 젠타(바그너의 오페라 방황하는 네덜란드인)
- 551 오르트루드(바그너의 오페라 로엔그린)
- 553 쿤드리(바그너의 오페라 파르지팔)
- 555 노르마(벨리니의 오페라 노르마)
- 557 비올레타(베르디의 오페라 라 트라비아타)
- 558 카르멘(비제의 오페라 카르멘)
- 579 신도니아(글룩의 오페라 신도니아)
- 606 브랑에네(바그너의 오페라 트리스탄과 이졸데)
- 675 루드밀라(글링카의 오페라 루슬란과 류드밀라)
- 783 노라(입센의 인형의 집)
- 861 아이다(베르디의 오페라 아이다)
- 871 암네리스(아이다)
- 1640 네모(베른의 소설 '해저2만리')
- 2309 미스터스포크(스타 트렉)
- 5048 모리어티(셜록 홈즈 시리즈)
- 5049 셜록(셜록 홈즈 시리즈)
- 5050 닥터왓슨(셜록 홈즈 시리즈)
- 7991 가구야히메(일본의 전래동화 '가구야히메')
- 8945 카바라도시(푸치니의 오페라 토스카)
- 8957 고조노츠키(다키 렌타로우의 가곡 '황성의 달')
- 9007 제임스본드(007 시리즈)
- 9505 로엔그린(바그너의 오페라 로엔그린)
- 9506 텔라문트(로엔그린)
- 9507 고트프리트(로엔그린)
- 9508 티투렐(파르지팔)
- 9509 암포르타스(파르지팔)
- 9510 구르네만츠(파르지팔)
- 9511 클링조르(파르지팔)
- 12796 가면라이더(일본의 특촬영화 '가면라이더')
- 18610 아서덴트(더글러스 애덤스의 은하수를 여행하는 히치하이커를 위한 안내서)
- 46737 호빵맨(야나세 타카시의 '앙팡맨')
- 66652 보라시시(커트 보니것의 '고양이의 요람')

## 같이 보기
- 소행성체 목록
- 장소의 이름을 딴 소행성 목록